# Ř
O Ř (minúscula: ř) é uma letra (R latino, adicionado do caron) utilizada em várias línguas. Ela tem o som equivalente ao dígrafo Rj no Alfabeto Checo.